# Миннелунн
Миннелунн (дат. Mindelunden от minde — «память» и lund — «роща, дубрава») — кладбище и мемориал павшим в борьбе за свободу Дании во время Второй мировой войны к северу от Копенгагена.
В 1893 году государство приобрело Рюванген (Ryvangen) и Вогнманнсмаркен (Vognmandsmarken) в качестве полигонов для Инженерного полка сухопутных войск Дании.
Во время немецкой оккупации Дании казармы Рюванген и казармы Сванемёллен в Вогнманнсмаркене были захвачены немцами 29 августа 1943 года, когда закончилась политика сотрудничества с немецкой оккупационной властью.
Немцы использовали Рюванген как место казни и захоронения трупов.
После войны в Рювангене найдены тела 196 бойцов датского сопротивления и шести немецких солдат.
29 августа 1945 года 105 казненных бойцов сопротивления были перезахоронены в Миннелунне. Остальные 91 человек были перезахоронены в родных местах. В церемонии похорон в Миннелунне приняли участие король Кристиан X и члены правительства.
9 июля 1947 года 115 жертв немецких концлагерей были перевезены на белых грузовиках из приграничного с Германией Падборга в Копенгаген. 26 человек были похоронены в Рювангене, остальные – на родине. 9 декабря из концлагеря Штуттгоф прибыли ещё пять тел. Они также были похоронены в Миннелунне.
Установлена мемориальная доска 31 узнику концлагеря, а также мемориальная стена с именами 151 членов сопротивления, тела которых так и не были найдены, и жертвам бомбардировки гестапо в здании штаб-квартиры Shell в Копенгагене Королевскими военно-воздушными силами Великобритании 21 марта 1945 года в ходе операции «Карфаген».
Над созданием мемориала работал ландшафтный архитектор Аксель Андерсен (Aksel Andersen; 1903—1952) и архитектор Кай Готтлоб (Kaj Gottlob; 1887—1976). Входной портал высотой 10 м ведёт в мемориальный зал с мемориальной стеной, образующий границу Миннелунна с востока. Продолжением портала является длинная аллея, пересекающая центральное квадратное пространство Миннелунна. Над большой травянистой территорией на две ступени возвышается центральное прямоугольное кладбище. Гранитный памятник «Мать и сын» (Mor og søn; 1943—1950) скульптора Акселя Поульсена (Axel Poulsen; 1887—1972) образует фон для 196 одинаковых могил и мемориальных досок казнённым бойцам сопротивления. 
Само место казни отмечено тремя бронзовыми отливками деревянных кольев, к которым привязывали жертв при казнях, и мемориальной доской со стихами поэта Кая Мунка.
На объекте также находится тир, который также использовался при казнях.
Официальная церемония открытия состоялась 5 мая 1950 года в 5-летнюю годовщину освобождения Дании от немецкой оккупации (1940—1945). Речь произнёс премьер-министр Ханс Хеттофт.
16 июня 1964 года на теплоходе «Башкирия» в Копенгаген с официальным визитом прибыл Председатель Совета министров СССР Н. С. Хрущёв в рамках «Рейса мира и дружбы в Данию, Швецию и Норвегию». В первый день пребывания Хрущёв совершил поездку на Миннелунн, где возложил венок. Сопровождала Хрущёва министр по делам церкви Бодиль Кох.
В 2017 году в память о павших датских моряках во время Второй мировой войны был установлен мемориал Пера Арнольди (Per Arnoldi; род. 1941) военным морякам Sortladne Hav, а в 2019 году установлен мемориал датским солдатам по проекту скульптора Бьёрна Нёргора (Bjørn Nørgaard; род. 1947).
Мемориальные церемонии проходят ежегодно в дни освобождения 4 и 5 мая, в день окончания политики сотрудничества — 29 августа и в канун Рождества.